# Annick Mercier
Annick Mercier (* 15. Juni 1964 in Sallanches) ist eine französische Curlerin. 
Ihr internationales Debüt hatte Mercier bei der Europameisterschaft 1986 in Kopenhagen, sie blieb aber ohne Medaille. 
Mercier spielte als Skip der französischen Mannschaft bei den XV. Olympischen Winterspielen 1988 in Calgary und bei den XVI. Olympischen Winterspielen 1992 in Albertville im Curling. Die Mannschaft belegte 1988 den achten Platz und 1992 den siebten Platz.